# ألان هانسن (لاعب كرة قدم مواليد 1952)
ألان هانسن (بالدنماركية: Allan Hansen)‏ هو لاعب كرة قدم دنماركي، ولد في 1 مايو 1952. شارك مع منتخب الدنمارك لكرة القدم.